# Font pica de la plaça de Joanet
La Font pica de la plaça de Joanet és una obra d'Arbúcies (Selva) inclosa a l'Inventari del Patrimoni Arquitectònic de Catalunya.

## Descripció
Es tracta d'una font pública que surt d'una mina exterior, situada al bell mig del nucli de Joanet. L'aigua de la font surt a través d'una aixeta que se situa en un lateral de la mina, i va a parar en una pica de pedra que és el més rellevant de la font. Aquesta pica és de forma octogonal per la part exterior i circular per la paret interior, i es troba adossada a la paret de la mina. Al costat hi ha una mena de banc per seure.
La mina està coberta amb arc de mig punt, formant un bloc compacte de ciment. A la part frontal i sota l'arc hi ha una placa de fang amb la inscripció “ A 1896 M”, per la part posterior hi ha adossada una de les cases del poble, anomenada “Can Camas”.

## Història
La pica que recull l'aigua de la font és possible que provingués de l'església de Sant Mateu de Joanet o d'algun altre temple de les rodalies, ja que per la forma i el material en què està construïda, sembla una pica baptismal. No se sap la seva procedència però que es tracta d'un element reaprofitat és evident.
La font va ser restaurada l'any 1931 tal com indica una placa de matraquilat que diu “Font de la plaça de Joanet Reformada 1931”